# 泰米尔纳德邦杆菌属
泰米尔纳德邦杆菌属（学名：Tamilnaduibacter）是交替单胞菌科下的一属。此属的物种是革兰氏阴性、耐盐的杆状细菌。此属的模式种是盐泰米尔纳德邦杆菌（Tamilnaduibacter salinus）。

## 下属物种
本属包括以下物种：
- 盐泰米尔纳德邦杆菌 Tamilnaduibacter salinus Verma et al. 2015